# María Amor Beguiristain
María Amor Beguiristain Gúrpide (Pamplona, 12 de septiembre de 1949) es una antropóloga, etnóloga y arqueóloga prehistoriadora navarra, catedrática de Prehistoria de la Universidad de Navarra, responsable por Navarra del Proyecto Etniker que desarrolla la investigación de campo y edición del "Atlas Etnográfico de Vasconia".

## Biografía
María Amor Beguiristain, transcurre su infancia en Obanos, localidad natal de su madre, siendo la sexta de ocho hermanos. Su padre Alfredo, hermano de Santos Beguiristáin, había nacido también en Bell Ville (Córdoba, Argentina). En 1959 inició el primer curso de los estudios bachillerato por libre en Instituto de la Plaza de la Cruz de Pamplona, posteriormente se trasladó a continuar los estudios a Guadalajara.  
En la casa familiar había una buena colección de libros que la invita a la lectura y desarrolló en ella una gran pasión lectora, leía tanto novelas como el mundo de los clásicos. Muy pronto supo que dirigiría sus pasos, hacía los estudios de Filosofía y Letras, licenciándose en la especialidad de Historia Antigua. Es una de las socias-fundadoras de la Sociedad de Estudios Históricos de Navarra creada en 1988 y organizadora cada cuatro años de los Congresos Generales de Historia de Navarra.
Casada con Francisco Javier Zubiaur Carreño, doctor en Historia del Arte, tiene 5 hijos. 

## Trayectoria
Cuando María Amor Beguiristain estaba en el tercer curso de carrera de Historia cuando se descubrió el conjunto Paleolítico de la sierra de Urbasa, con los yacimientos de Andasarri, Aranzaduia... fue este hecho el que la llevó al estudio del mundo del Paleolítico y el origen del hombre. Su tesis doctoral la realizó sobre “Los yacimientos de habitación durante el Neolítico y Edad del Bronce en el Alto Valle del Ebro” dirigida por Ignacio Barandiarán Maestu
Fue discípula de José Miguel de Barandiarán, quien la introdujo en el campo de la etnografía y le permitió participar en excavaciones en Cantabria, Bajo Aragón y Navarra, y de Enrique Vallepí, excelente tipólogo. Con Alejandro Marcos Pous aprendió y le introdujo en la arqueología clásica en Herramélluri (Rioja), La Merced y el Museo Arqueológico de Córdoba. Asistió a cursos de Typologie analytique del profesor Georges Laplace en el Centro de Estudios Eruri de Arudy (Departamento de Pirineos Atlánticos, Francia), enseñanzas que transmitió a sus alumnos durante los años como docente del área de “Prehistoria y Etnología en la Universidad de Navarra”. 
La María Amor Beguiristain busca establecer la relación entre monumentos funerarios megalíticos y el hábitat de las llamadas estaciones o yacimientos al aire libre.
Su trayectoria profesional ha abarcado la investigación y la docencia.

### Docencia
Ha ejercido com catedrática de Prehistoria de la Universidad de Navarra (1973-74), fue vicedecana de ordenación académica y profesorado de la Facultad de Filosofía y Letras, en 2001 pasó a ser directora del Consejo de Dirección de la Licenciatura de Humanidades y directora del Diploma de Estudios Vascos en la Universidad de Navarra.
Ha sido Secretaria de la Comisión Interuniversitaria de Humanidades para la elaboración del "Libro Blanco de la Licenciatura en Humanidades" por encargo de la Agencia Nacional de Evaluación de la Calidad y Acreditación (ANECA).

### Investigación
Es vocal del Comité Científico de la Fundación "José Miguel de Barandiarán".
Responsable por Navarra del Proyecto Etniker que lleva a cabo la investigación de campo y edición del "Atlas Etnográfico de Vasconia", proyecto diseñado por Don José Miguel de Barandiarán. 
Ejerce como miembro del Comité Interregional de los Grupos de Investigación Etnográfica "Etniker-Euskalerria" y del Comité de Redacción del "Atlas Etnográfico de Vasconia".
Ha dirigido proyectos de excavación arqueológica desde 1991 dentro de las "Campañas de Excavaciones del Gobierno de Navarra" y del "Plan de Investigaciones de la Universidad de Navarra". 
Fue la directora del equipo de investigadores alaveses y navarros que obtuvieron la Beca Barandiarán del año 1985 para la Contribución al Atlas Etnográfico de Vasconia: Investigaciones en Álava y Navarra (1990).

### Publicaciones
A lo largo de si carrera investigadora ha publicado numerosos artículos, que se pueden encontrar en Dialnet o Google Académico.
Pertenece al Consejo de dirección de las revistas Anuario de Eusko-Folklore y Cuadernos de Arqueología de la Universidad de Navarra.  
Ha dirigido la colección Obanos. Cruce de Caminos.  
Durante 3 años dirigió Cuadernos de Etnología y Etnografía de Navarra de la Institución Príncipe de Viana.